# Cirrhilabrus africanus
Cirrhilabrus africanus là một loài cá biển thuộc chi Cirrhilabrus trong họ Cá bàng chài. Loài này được mô tả lần đầu tiên vào năm 2016.

## Từ nguyên
Từ định danh africanus được đặt theo tên gọi của châu Phi, là nơi phân bố của loài cá này.

## Phạm vi phân bố và môi trường sống
C. africanus, trước đây chỉ được xem là phân loài của Cirrhilabrus rubriventralis như Cirrhilabrus rubeus, được ghi nhận dọc theo bờ biển Đông Phi, từ Kenya và Mozambique trải dài đến tỉnh KwaZulu-Natal của Nam Phi.
C. africanus được quan sát và thu thập ở độ sâu khoảng 18–50 m.

## Phân loại học
Cả ba loài kể trên hợp thành một nhóm phức hợp loài cùng với các loài khác là Cirrhilabrus humanni, Cirrhilabrus joanallenae, Cirrhilabrus naokoae và Cirrhilabrus morrisoni, đặc trưng bởi vây lưng vươn cao, vây đuôi bo tròn và vây bụng hình cánh quạt.

## Mô tả
Chiều dài lớn nhất được ghi nhận ở C. africanus là 6,5 cm.
Nửa đầu trên và nửa thân trên của cá đực màu cam ửng đỏ, phần thân dưới màu vàng và trắng ở bụng. Có khoảng ba hàng đốm nhỏ, màu tím nhạt, xanh lam hoặc đỏ thẫm ở thân trên. Hai gai vây lưng đầu tiên vươn dài thành những tia sợi. Nửa trong của vây lưng có màu đen (sẫm hơn ở gốc), nửa ngoài màu đỏ sẫm. Vây hậu môn màu đỏ, sẫm dần về phía sau. Vây lưng và vây hậu môn có một hàng đốm có màu xanh lam ánh kim, cũng như dải viền xanh ở rìa, đặc biệt sáng màu khi vào mùa giao phối. Vây bụng lớn và dài, đỏ thẫm, cũng có viền xanh ở rìa. Vây đuôi bo tròn, có màu xanh lục nâu, lốm đốm trắng, có thể ánh màu đồng. Mống mắt có màu đỏ cam. Cá đực mùa giao phối sẫm màu hơn ở thân trên và vàng hơn ở thân dưới
Cá cái màu đỏ cam, màu hồng nhạt ở bụng. Đầu màu vàng cam với một đốm vàng tươi xung quanh gốc vây ngực. Các sọc ngang màu xanh lam đến tím nhạt ở đầu và thân trên, dọc theo chiều dài cơ thể. Cá con có thêm một đốm đen trên cuống đuôi. Mống mắt có màu đỏ cam tươi và các vây trong mờ.
Ngoài ra, cá đực và cá cái có thể xuất hiện lốm đốm các vệt trắng trên thân. Đây có thể là kiểu hình xuất hiện khi chúng trong tình trạng hoảng sợ như một số loài Cirrhilabrus khác.
Số gai ở vây lưng: 11; Số tia vây ở vây lưng: 9; Số gai ở vây hậu môn: 3; Số tia vây ở vây hậu môn: 9; Số tia vây ở vây ngực: 15; Số gai ở vây bụng: 1; Số tia vây ở vây bụng: 5.